# Friedrich Fröbel
Friedrich Fröbel o Froebel (Oberweißbach, Turingia, 21 de abril de 1782-Marienthal, 21 de junio de 1852), conocido en los países de habla hispana como Federico Fröebel, fue un pedagogo alemán, creador de la educación preescolar y del concepto de jardín de infancia, llamado "el pedagogo de Dios".

## Biografía

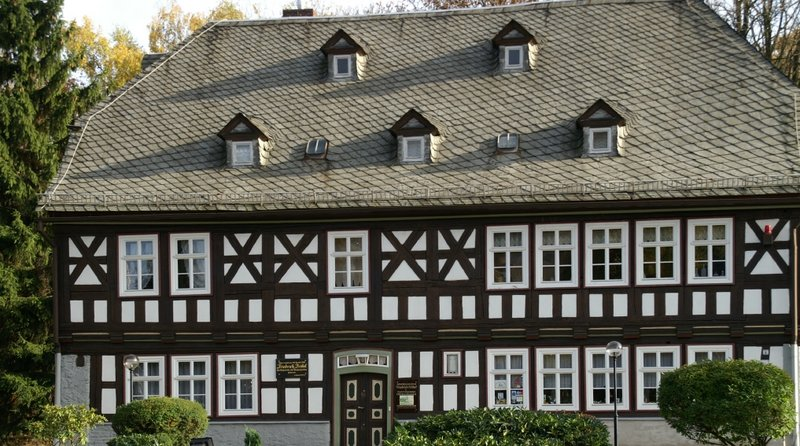
Casa natal de Fröbel

Su padre fue un pastor de la iglesia luterana y falleció en 1822. La fe cristiana fue el pilar de la educación temprana de Fröbel en Oberweissbach, un lugar muy boscoso de Turingia que lo aficionó desde temprano al contacto con la naturaleza. Poco después del nacimiento de Fröbel, la salud de su madre comenzó a fallar y murió cuando él apenas contaba nueve meses de edad, lo que influyó profundamente en su vida, porque tuvo problemas con su madrastra. En 1792 se fue a vivir a la pequeña ciudad de Stadtilm con su tío, el superintendente Hoffmann, hermano de su madre, un hombre dedicado, solidario, afable y afectuoso; con quince años se convirtió en el aprendiz de un técnico forestal, pero en 1799 decidió dejar ese aprendizaje y estudiar matemáticas y botánica en Jena. De 1802 a 1805 trabajó como agrimensor, y el 11 de septiembre de 1818 se casó con Wilhelmine Henriette Hoffmeister (nacida en 1780) en Berlín; no tuvieron hijos y Guillermina murió en 1839. Fröbel se casó de nuevo en 1851 con Louise Levin.
Descubrió su vocación por el magisterio en 1805, en una Musterschule o escuela secundaria de Fráncfort del Meno donde se enteró de las novedosas ideas pedagógicas de Johann Heinrich Pestalozzi. Más tarde trabajará con él en persona, en Suiza, y desarrollará su teoría educativa. Desde 1806 Fröbel fue el maestro y preceptor de los tres hijos de una familia noble de Fráncfort del Meno, y vivió entre 1808 y 1810 en el Instituto de Pestalozzi en Yverdon-les-Bains, Suiza. En 1811 Fröbel volvió a Alemania y enseñó en escuelas de Gotinga y Berlín sin poseer ningún título oficial; se convirtió en profesor de la "Plamannische Erziehungsanstalt" de Berlín, un internado para varones que en ese momento era también un centro pedagógico y patriótico importante.
Durante su servicio militar en Lützow en 1813 y 1814 participó en dos campañas contra Napoleón. Fröbel se hizo amigo de Wilhelm Middendorf, un teólogo y pedagogo, y Heinrich Langethal, pedagogo también. Tras Waterloo y el Congreso de Viena, Fröbel se encontró de nuevo como civil y se convirtió en asistente de Samuel Weiss en un Museo de Mineralogía. En 1816 ya había abandonado este trabajo para fundar el Allgemeine Deutsche Erziehungsanstalt ("Instituto Alemán de Educación General") en Griesheim cerca de Arnstadt (Turingia). Un año más tarde se trasladó cerca de Rudolstadt. En 1821 se le unieron los otros cofundadores, Wilhelm Middendorf y Langethal Heinrich. En 1820 Fröbel había publicado ya el primero de sus cinco folletos, An unser deutsches Volk ("A nuestro pueblo alemán"). Los otros cuatro fueron publicados entre esa fecha y 1823. En 1826 imprimió su principal obra literaria, Menschenerziehung ("La educación del hombre"), y fundó el semanario Die erziehenden Familien ("La educación de las familias"). En 1828 y 1829 elaboró los planes para crear un instituto de educación popular (Volkserziehungsanstalt) en Helba, que nunca se llevaron a cabo.

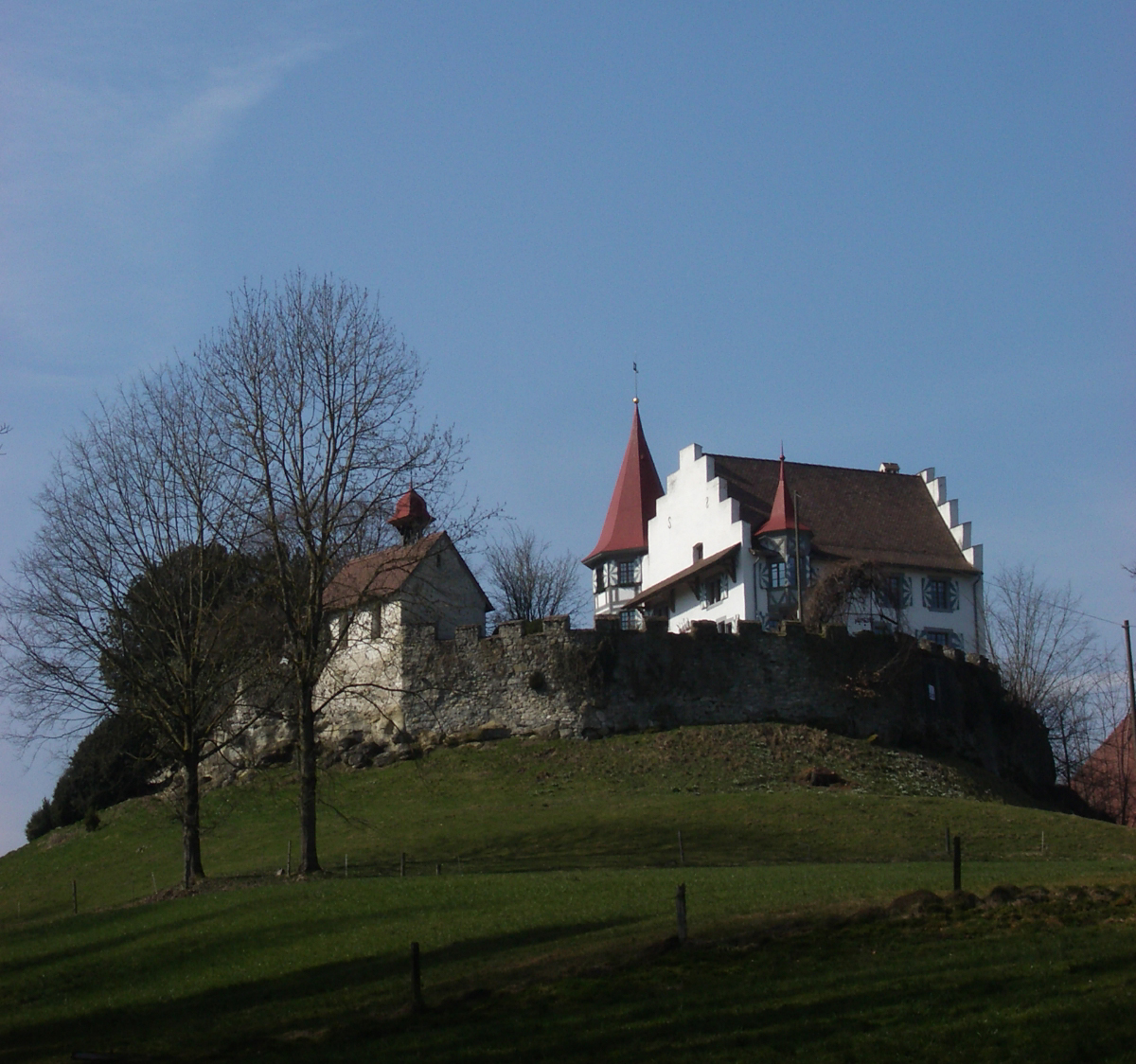
Palacio Wartensee, Neuenkirch

De 1831 a 1836, Fröbel vivió una vez más en Suiza y en 1831 fundó un instituto educativo en Wartensee (Lucerna). En 1833 se trasladó a este lugar y desde 1835 hasta 1836 dirigió el orfanato de Burgdorf (Berna), donde también publicó la revista Grundzüge der Menschenerziehung ("Características de la educación humana"). En 1836 apareció su obra Erneuerung des Lebens erfordert das neue Jahr 1836 ("El Año Nuevo 1836 hace una llamada para renovar la vida").

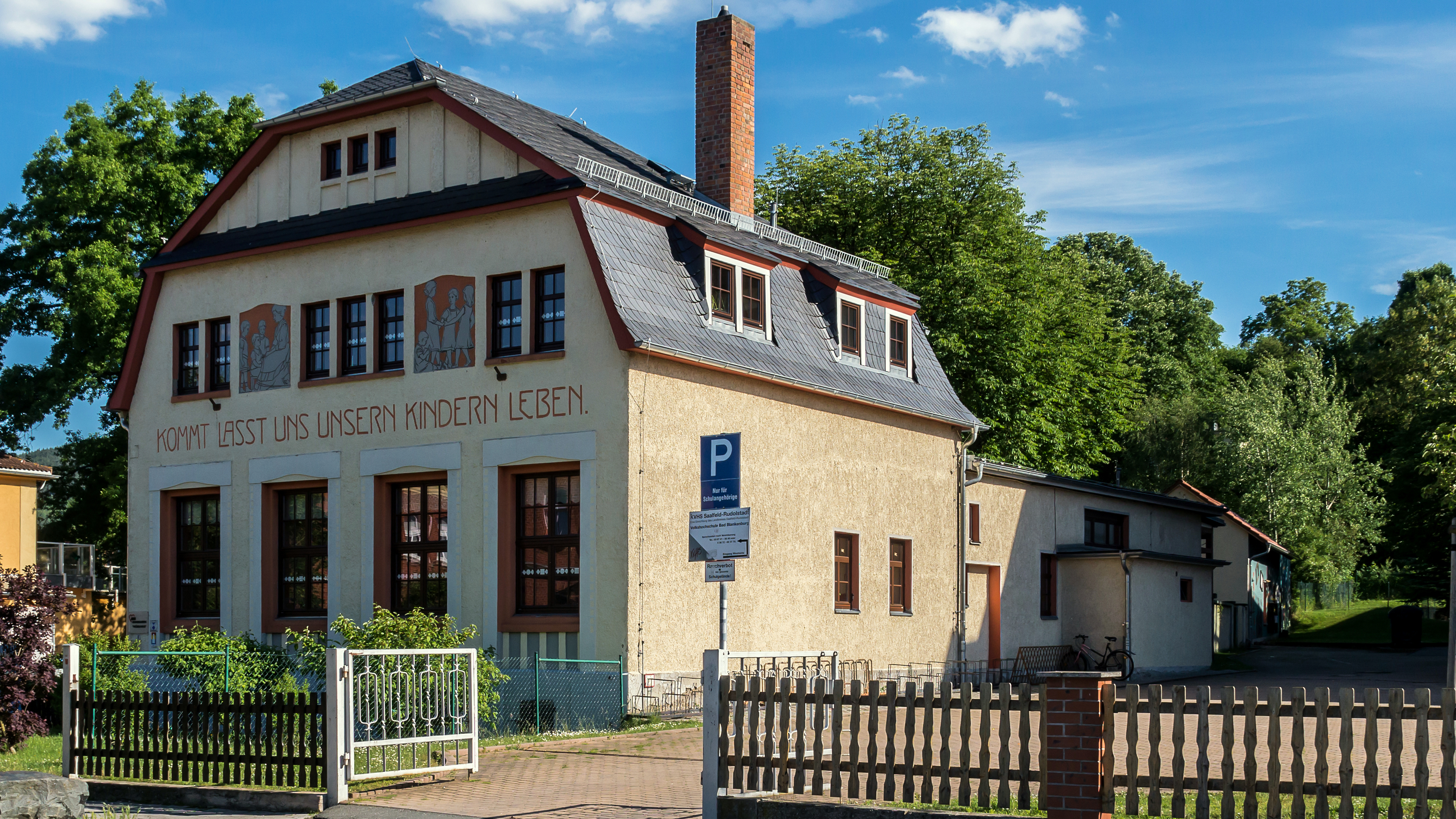
Jardín de Infancia Fröbel en Bad Blankenburg, erigido a iniciativa Eleonore Heerwart, abierto en 1908

Regresó a Alemania y se dedicó casi exclusivamente a la educación preescolar, para la cual fabricó materiales de juego en Bad Blankenburg. En 1837 fundamentó la educación de los niños en el juego y fundó el Instituto de Actividades para párvulos en Bad Blankenburg. Desde 1838 hasta 1840 también publicó la revista Ein Sonntagsblatt für Gleichgesinnte ("Un dominical para los de ideas afines").
En 1840 acuñó el término Kindergarten o jardín de infancia para este sistema de enseñanza fundado en el juego y en el Instituto de actividad que él había fundado en 1837 en Bad Blankenburg para los párvulos o niños pequeños junto con Wilhelm Middendorf y Heinrich Langethal. Estos dos fueron los compañeros más fieles de Fröbel cuando sus ideas se llevaron también a cabo en Keilhau, cerca de Rudolstadt.
Él diseñó los materiales de juego educativo denominado Regalos Froebel o Fröbelgaben, que incluía la construcción de bloques geométricos y bloques patrón de actividad. Un libro titulado La invención del Kindergarten de Norman Brosterman examina la influencia de Friedrich Fröbel sobre Frank Lloyd Wright y el arte moderno.
La gran visión de Friedrich Fröbel fue reconocer la importancia de la actividad del niño en sus procesos cognitivos de aprendizaje. Introdujo el concepto de "trabajo libre" (Freiarbeit) en la pedagogía y estableció el "juego" como la forma típica que la vida tiene en la infancia, por lo que también vale la pena educar en el juego y mediante el juego; los niños hacen jugando cosas que nunca harían de forma impuesta y autoritaria. Las actividades en su jardín de infancia incluían cantar, bailar, jardinería, jugar y autodirigirse con los "dones" de Froebel. Fröbel publicó un libro de canciones escolares, el Mutter-und Koselieder para introducir al niño en el mundo de los adultos.
Estas ideas sobre el desarrollo infantil y la educación fueron introducidas en los círculos académicos a través de los esfuerzos incansables de su mayor defensor, la baronesa Freiherrin Bertha Marie von Bülow Marenholtz. Hizo a Fröbel un conocido de la Casa Real de los Países Bajos y de varios duques y duquesas de Turingia, entre ellas la esposa Romanov del Gran Duque von Sachsen-Weimar. La baronesa von Bülow-Marenholtz, el duque von Meiningen reunieron donaciones para apoyar la educación de niños de Fröbel. El duque de Meiningen le concedió el uso de su pabellón de caza, llamado Marienthal ("Valle de María") en el balneario de Bad Liebenstein para capacitar a las mujeres por primera vez como maestras de kindergarten, las Kindergärtnerinnen.
Fröbel murió el 21 de junio de 1852 en Mariental. Su tumba se encuentra todavía en el cementerio de Schweina.

## Ideas pedagógicas
Metodológicamente, sus ideas pedagógicas se basan en los siguientes principios:
- El estudiante debe ser tratado de acuerdo con su dignidad de hijo de Dios y dentro de un clima de entendimiento y de libertad.
- El profesor está obligado a respetar al discípulo en toda su integridad.
- El educador debe manifestarse como un guía experimentado y amigo fiel que, con mano flexible, pero firme, guía al discípulo. No es sólo un guía, sino también un sujeto activo de la educación: da y recibe orientación, pero deja libertad, aun cuando propone la actividad.
- El maestro debe conocer los diferentes grados de desarrollo del hombre para llevar a cabo su tarea con éxito: etapas de desarrollo infancia, niñez, pubertad, juventud, madurez.

Sus ideas han transformado la educación. Trabajó con Pestalozzi y, aunque influido por él, fue totalmente independiente y crítico en establecer sus principios educativos. Sus ideas sobre la educación se consideraron tan radicales y políticas que sus pedagogos fueron expulsados de Prusia.
En 1837 Froebel abrió la primera guardería, donde los niños se consideraron como pequeñas plantas de un jardín del que el maestro es el jardinero. El niño se expresa a través de las actividades de la percepción sensorial, el lenguaje y el juguete. El lenguaje oral se asocia con la naturaleza y la vida. Fróbel fue un defensor del desarrollo genético: según él, el desarrollo se produce como evolución entre los siguientes niveles: infancia, niñez, pubertad, juventud y madurez. Todas estas etapas son igualmente importantes y vio los elementos que graduaban y daban continuidad a este desarrollo, así como la unidad de estas fases de crecimiento. Por último, la educación de los niños se lleva a cabo a través de tres tipos de operaciones:
- Acción, actividades.
- Juego, juegos.
- Trabajo, tareas.

Froebel fue el primer educador en hacer hincapié en el juguete y la actividad lúdica para aprender el significado de la familia en las relaciones humanas. Ideó recursos sistemáticos para que los niños se expresaran: bloques de construcción que fueron utilizados por los niños en su actividad creativa, papel, cartón, barro y serrín o arena. El diseño y las actividades que implican movimiento y ritmos son muy importantes. Para que el niño sepa, el primer paso sería llamar la atención sobre los miembros de su propio cuerpo y luego llegar a los movimientos de partes del cuerpo. También valoró el uso de historias, mitos, leyendas, cuentos de hadas y fábulas, así como excursiones y contactos con la naturaleza.
Froebel dice en su Educación del hombre (1826):
La educación es el proceso mediante el cual una persona desarrolla el ser humano con todas sus fuerzas en completo y armonioso funcionamiento en relación con la naturaleza y la sociedad. Es, además, un proceso similar a aquel por el cual la humanidad en su conjunto se elevó originalmente por encima del animal y continúa desarrollándose hasta su nivel actual. Se trata del individuo, pero también de la evolución universal.
Este concepto que une la parte con el todo fue una de las ideas más desarrolladas por Fröbel. Cada objeto es una parte de algo más general y es también una unidad cuando se considera en relación consigo mismo. En el campo de las relaciones humanas, el individuo es, para él, una unidad cuando se considera a sí mismo, pero mantiene una relación con el todo incorporando a otros individuos para alcanzar ciertas metas (cooperación).
Sus ideas clave son: 
- 1. La educación debe basarse en la evolución natural de las actividades del niño.
- 2. El objetivo de la enseñanza es siempre extraer más de un hombre, no poner más y más en él.
- 3. El niño no debe ser iniciado en cualquier materia nueva hasta que esté maduro para ello.
- 4. El verdadero desarrollo proviene de las actividades espontáneas.
- 5. En la educación inicial del niño, el juguete es un proceso esencial.
- 6. Los planes de estudio deben basarse en las actividades e intereses de cada etapa de vida del niño.
- 7. La gran tarea de la educación es ayudar al hombre a conocerse a sí mismo y a vivir en paz con la naturaleza y en unión con Dios. Eso es lo que él llamó "una educación integral". (Su concepción del ser humano era profundamente religiosa).

Su propuesta puede ser caracterizado como un "plan de actividades", en el que alegría es un determinante clave del aprendizaje de los niños. Comprender la forma de apoyar la educación en el proceso de apropiación del mundo por el hombre, es un modelo esférico de la educación, donde los estudiantes aprenden en contacto con la realidad y con las cosas u objetos de aprendizaje. Las matemáticas se entiende sólo cuando el sujeto es capaz de realizar las estructuras. Una de las mejores ideas que han contribuido a una pedagogía Fróbel fue que el hombre moderno es esencialmente dinámico y productivo, no meramente receptivo. El hombre es un poder autogenerador y no sólo una esponja que absorbe conocimientos de un extraño. Otra idea importante de Fröbel fue recordar que la evolución del hombre es un proceso de etapas claras y distintas, especialmente al principio de su evolución. Su doctrina de enseñanza es básicamente, en pocas palabras, actividad y libertad: el hombre debe aprender a trabajar, y para producir esa actividad debe expresar sus obras hacia el exterior.
Fröbel fue un gran autodidacta, a pesar de que pudo estudiar durante algún tiempo en la universidad, y trabajó en diferentes ámbitos antes de descubrir su enorme vocación por la enseñanza. Su infancia y juventud estuvieron determinadas por la falta de una madre, el amor de la naturaleza y la fe cristiana, que lo influyeron toda su vida: sus teorías sobre la educación reposan sobre un Cristianismo sin dogmatismos y su pedagogía lúdica del jardín de infancia insiste a la vez sobre la comunión de los adultos y los niños en el juego y sobre la función pedagógica intrínseca de los materiales u objetos naturales de los que se revelan poco a poco sus estructuras y leyes. Durante su vida se apasionará por las ciencias naturales y en particular por la mineralogía y la cristalografía. Fue discípulo de Johann Heinrich Pestalozzi en Yverdon (Suiza) y acuñó el concepto y término de «jardín de niños» (en alemán, Kindergarten), traducido más habitualmente como jardín de infancia, centrando su actividad en animar el desarrollo natural de los pequeños a través de la actividad y el juego. Para esto, desarrolló material didáctico específico para niños, a los que él llamó "dones", y se preocupó de la formación de las madres, convencido de la gran importancia de estas en el desarrollo de los sujetos. El niño es considerado el principal protagonista de su propia educación. Estableció su primer jardín en Bad Blankenburg el año 1837, expandiendo el concepto de la condesa húngara Therese Brunsvik (1775-1861), la cual fundó el primer jardín de infancia en 1828, en Budapest. Se pretendía que en estos jardines de infancia el niño:
- Juegue al aire libre en contacto permanente con la naturaleza.
- Rechace todo tipo de coacción y autoritarismo por parte del educador.
- Busque una educación integral entre la de la escuela y la familia.

Frank Lloyd Wright declaró haber sido influido por Fröbel. Publicó sus ideas en el libro La educación para el hombre en el año 1826. Froebel fue el creador de los Kindergarten.

## Obra
- An unser deutsches Volk (En nuestro pueblo alemán). Erfurt, en 1820.

- Durchgreifende, dem deutschen Charakter erschöpfend genügende Erziehung ist das Grund- und Quellbedürfnis des deutschen Volkes. (Radical, el carácter de la educación alemana lo suficientemente exhaustiva como fundamento y fuente de las necesidades del pueblo alemán). Erfurt, 1821.

- Die Grundsätze, der Zweck und das innere Leben der allgemeinen deutschen Erziehungsanstalt in Keilhau bei Rudolstadt. (Los principios de finalidad y de la vida interna de la institución educativa general alemán en Keilhau cerca de Rudolstadt.) Rudolstadt, 1821.

- Die allgemeine deutsche Erziehungsanstalt in Keilhau betreffend. (Respecto de la institución educativa general alemán en Keilhau.) Rudolstadt, 1822.

- Über deutsche Erziehung überhaupt und über das allgemeine Deutsche der Erziehungsanstalt in Keilhau insbesondere. (Acerca de la educación alemana en general, y en la educación general del Instituto Alemán Keilhau en particular). Rudolstadt, 1822.

- Fortgesetzte Nachricht von der allgemeinen deutschen Erziehungsanstalt in Keilhau. (Noticias Continuación de la institución educativa general alemán en Keilhau). Rudolstadt, 1823.

- Die Menschenerziehung, die Erziehungs-, Unterrichts- und Lehrkunst, angestrebt in der allgemeinen deutschen Erziehungsanstalt zu Keilhau. (La educación de las personas, el arte de educación, instrucción y enseñanza, dirigido a la institución educativa alemana en general a Keilhau). Primer v. Keilhau-Leipzig, 1826.

- Die erziehenden Familien. Wochenblatt für Selbstbildung und die Bildung Anderer. (Las familias monoparentales. Semanal para la autoeducación y la formación de la otra.) Keilhau-Leipzig, 1826.

- Dokumente zur Gründung des "Allgemeinen deutschen Kindergartens. (Documentos que acrediten al "jardín de infantes alemán universal"). F.W.A. Fröbel, Bad Blankenburg, 1839/40.

- Madre y Koselieder, Blankenburg, 1844.

## Literatura
- Berger, Manfred. 150 Jahre Kindergarten. Ein Brief an Friedrich Fröbel. Frankfurt 1990

- Berger, Manfred. Frauen in der Geschichte des Kindergartens. Ein Handbuch. Frankfurt 1995

- Fröbel, Friedrich. 1900. The Student's Froebel: adapted from "Die Erziehung der Menschheit" of F. Froebel, de William H. Herford. 2 v. Londres: Isbister, 1900–01. pt. 1. Theory of education – pt. 2. Practice of education (sustancialmente traducción de la obra de Froebel, con comentarios y anotaciones editoriales)

- Hebenstreit, Sigurd. Friedrich Fröbel – Menschenbild, Kindergartenpädagogik, Spielförderung. Jena 2003. ISBN 978-3-934601-58-1

- Heiland, Helmut. Die Konzeption des Sachunterrichts bei Fröbel (1782–1852). In: Kaiser, A./Pech, D. (ed.) Geschichte und historische Konzeptionen des Sachunterrichts. Baltmannsweiler 2004, p. 69–72

- Heiland, Helmut. Friedrich Fröbel in Selbstzeugnissen und Bilddokumenten. Reinbek 1982

- Heiland, Helmut. Die Schulpädagogik Friedrich Fröbel. 1993

- Wollons, Roberta. L. (ed) Kindergartens and cultures: the global diffusion of an idea. New Haven, CT, Yale University Press, 2000